# Raiding
Raiding (Hongaars: Doborján) is een gemeente in de Oostenrijkse deelstaat Burgenland, gelegen in het district Oberpullendorf (OP). De gemeente heeft ongeveer 800 inwoners. Vroeger behoorde de plaats tot het Koninkrijk Hongarije.
De beroemdste zoon van het dorp is de componist Franz Liszt (Liszt Ferenc). Zijn geboortehuis, het Liszt-Haus is sinds 1911 een museum. In de nabijheid is in 2006 een concerthuis voor zeshonderd bezoekers gebouwd.

## Geografie
Raiding heeft een oppervlakte van 13,1 km². Het ligt in het uiterste oosten van het land.

## Geboren in Raiding
- Franz Liszt (1811-1886), componist
- Paul Iby (1935), bisschop van Eisenstadt